# Pustki Żukowskie
Pustki Żukowskie – część wsi Żukowo w Polsce, położona w województwie pomorskim, w powiecie kartuskim, w gminie Żukowo. Wchodzą w skład sołectwa Żukowo-Wieś.
W latach 1975–1998 Pustki Żukowskie administracyjnie należały do województwa gdańskiego.